# 이레이저 (영화)
《이레이저》(영어: Eraser)는 1996년 개봉한 미국의 액션 영화이다. 척 러셀이 연출하고, 아널드 슈워제네거, 제임스 칸, 버네사 윌리엄스, 로버트 패스토렐리 등이 출연하였다.
1996년 6월 11일 할리우드에서 전 세계 최초로 상영되었으며 같은 해 6월 21일 워너 브라더스에 의해 미국 전역에서 개봉되었다. 평단으로부터 엇갈린 반응을 얻었으나 슈워제네거와 윌리엄스의 연기, 액션 장면, 시각 효과가 좋은 평가를 받았다. 1997년 제69회 아카데미상에서 앨런 로버트 머리와 버브 애즈먼이 음향 편집상 후보에 올랐다.
2022년 도미닉 셔우드가 주연한 리부트 비디오 영화 《Eraser: Reborn》이 출시되었다.

## 줄거리
방위 산업체 사이레즈의 중역인 리 컬런(버네사 윌리엄스 분)은 결코 보아서도 알아서도 안 될 비밀을 취급하게 된다. 그 결과 전 세계에서 가장 위협적인 세력들이 그녀를 제거하기 위해 움직인다.
그녀가 연방 수사국(FBI)로부터 받은 지령은 사이레즈가 암시장에 내다팔 생각으로 제조한 최첨단 초강력 레일건의 정보 파일을 디스크에 카피해내는 것. 불행하게도 리 컬런은 자신의 정보 반출 작전에 국방차관을 포함하여 미 정부와 방위산업체의 최고위급 인사가 개입되어 있다는 사실을 깨닫지 못한다.
검은 세력들은 디스크에 담긴 정보를 알고 있는 그녀를 온전히 살려두지 않을 것이고, 결국 살아남기 위해 그녀는 자신의 존재를 지워 버려야(erasing) 한다. 바로 이때 증인의 존재를 지워내 증인의 안전을 확보하는 게 특기인 연방 보안관 “이레이저” 존 크루거(아널드 슈워제네거 분)가 출현한다. 정부의 고위 인사가 개입돼 있기 때문에 존 크루거에게 이번 증인 보호 임무는 그 어느 임무보다 위험하다. 음모의 그물망이 뒤엉키고, 직면하는 위기는 더욱 뒤엉키고 위협적으로 치달리는 상황에서 존 크루거는 음모를 꾸민 세력은 물론 엄청난 파괴력을 지닌 최첨단 중화기인 레일건의 위력에 속수무책으로 노출된다.
아군으로 믿었던 세력이 적으로 돌변하는 세계에서 존 크루거와 리 컬런은 오직 서로만을 신뢰하지만 이들을 제거하려는 세력의 포위는 점점 좁혀들고 마지막 격돌의 시간이 임박해 온다.

## 출연진
- 아널드 슈워제네거 - 존 “이레이저” 크루거 연방 보안관 역
- 버네사 윌리엄스 - 리 컬런 역
- 제임스 칸 - 로버트 더게린 연방 보안관 역
- 제임스 코번 - 아서 벨러 연방 보안관 증인 보호 프로그램(WITSEC) 팀장 역
- 로버트 패스토렐리 - 조니 카스텔레오네 역
- 제임스 크롬웰 - 윌리엄 도너휴 역
- 대니 누치 - 먼로 WITSEC 연방 보안관보 역
- 앤디 로마노 - 대니얼 하퍼 국방부 차관 역
- 조 비터렐리 - 토니 “투토스” 역
- 올레크 크루파 - 세르게이 이바노비치 페트로프스키 역
- 제리 베커 - 유진 모어하트 역
- 닉 친런드 - 콜더론 역
- 마이클 파퍼존 - 시프 역
- K. 토드 프리먼 - 더턴 FBI 요원 역
- 마크 롤스턴 - “J. 스카” 역
- 존 슬래터리 - 코먼 FBI 요원 역
- 로마 마피아 - 클레어 아이작스 역
- 토니 롱고 - 마이크 “리틀 마이크” 역
- 존 스나이더 - 샐 “샐리 보이” 역
- 스킵 서더스 - 감시 지휘관 역
- 스벤올레 토르센 - 페트로프스키의 폭력배 부하 역
- 데니스 포리스트 - 사이레즈 시스템 관리자 역
- 패트릭 킬패트릭 - 제임스 해거티 역
- 멀로라 월터스 - 달린 카스텔레오네 역
- 스티브 포드 - 놀런드 역
- 캐머런 맨하임 - 간호사 역

## 우리말 녹음
SBS 성우진 (1999년 1월 2일)
- 이정구 - 존 크루거(아널드 슈워제네거)
- 윤소라 - 리 컬런(버네사 윌리엄스)
- 이완호 - 로버트 더게린(제임스 칸)
- 김현직 - 윌리엄 도너휴(제임스 크롬웰) / 대니얼 하퍼 장관(앤디 로마노)
- 박상일 - 토니(조 비터렐리) / 로드리게스 신부(이스마엘 “이스트” 카를로)
- 김기현 - 아서 벨러(제임스 코번)
- 이근욱 - 제임스 해거티(패트릭 킬패트릭) / 코먼 FBI 요원(존 슬래터리)
- 노민 - 조니(로버트 패스토렐리)
- 송연희 - 조니의 아내(멀로라 월터스)
- 정동열 - 시프 요원(마이클 파퍼존)
- 윤기황 - 모어하트(제리 베커) / 세르게이 이바노비치 페트로프스키(올레크 크루파)
- 최문자 - 클레어 아이작스(로마 마피아)
- 이재정 - 간호사(캐머런 맨하임)
- 임성표 - 마이크(토니 롱고)
- 박규웅 - 콜더론 요원(닉 친런드)
- 이재용 - 놀런드(스티븐 포드) / 샐리 보이(존 스나이더)
- 손선근 - 먼로 보안관보(대니 누치) / 사이레즈 기술자(데니스 포리스트)